# Willem-Alexander dei Paesi Bassi
Willem-Alexander dei Paesi Bassi (in olandese Willem-Alexander Claus George Ferdinand; Utrecht, 27 aprile 1967) è il re dei Paesi Bassi.
Il 30 aprile 2013 è salito al trono olandese succedendo alla madre, la regina Beatrice, che aveva annunciato la propria abdicazione in diretta televisiva il 28 gennaio dello stesso anno. È il primo sovrano di sesso maschile dei Paesi Bassi dal 1890.

## Biografia

### Nascita e battesimo
Figlio di Beatrice dei Paesi Bassi e di Claus van Amsberg, Guglielmo Alessandro è nato nel Centro medico universitario di Utrecht nel 1967. I suoi nonni materni erano la regina Giuliana dei Paesi Bassi e il principe Bernardo van Lippe-Biesterfeld; quelli paterni Klaus Felix von Amsberg e Gösta von dem Bussche-Haddenhausen.
Nato Principe dei Paesi Bassi (in olandese: Prins der Nederlanden), Principe di Orange-Nassau (in olandese: Prins van Oranje-Nassau) e Jonkheer di Amsberg (in olandese: Jonkheer van Amsberg), è il primo sovrano di sesso maschile da Guglielmo III nel 1890.
È stato battezzato nel credo della Chiesa protestante nei Paesi Bassi il 2 settembre 1967 a L'Aia. I suoi padrini sono stati il principe Bernardo dei Paesi Bassi, il principe Ferdinand von Bismarck, il professor Jelle Zijlstra, Gösta van Amsberg, la regina Margherita II di Danimarca e Renee Smith.
Ha due fratelli minori: il principe Friso (1968-2013) e il principe Costantino (nato nel 1969). 
Quando la madre è stata incoronata Regina dei Paesi Bassi il 30 aprile 1980, Guglielmo Alessandro ha assunto il titolo di Principe d'Orange come erede apparente al trono.

### Educazione
È stato istruito alla scuola primaria cristiana Nieuwe Baarnse Elementary School a Baarn dal 1973 al 1979, insieme a bambini di tutti gli strati sociali. Ha invece frequentato tre diverse scuole superiori: il Baarns Lyceum a Baarn dal 1979 al 1981, l'Eerste Vrijzinnig Christelijk Lyceum dal 1981 al 1983 e lo United World College of the Atlantic in Galles, dove si è diplomato nel 1985.
Dopo aver completato il servizio militare nella marina nel 1987, Guglielmo Alessandro ha iniziato a studiare storia all'Università di Leida. Si è laureato nel 1993.
È un appassionato sportivo e pilota d'aereo. Ha ottenuto nel 1985 la licenza di pilota privato e nel 1987 la licenza di pilota commerciale. Nel 1989 ha volato come volontario per la "African Medical Research and Education Foundation" (AMREF) in Kenya e nel 1991 ha passato un mese volando per il Kenya Wildlife Service. Nel 1994 ha completato un corso di formazione in strategie militari al Netherlands Defence College.
Guglielmo Alessandro parla fluentemente inglese, spagnolo, francese, tedesco e olandese.

### Lavoro
È membro onorario della Commissione mondiale dell'acqua per il XXI secolo e patrocinatore dell'Associazione mondiale dell'acqua, un ente introdotto da Banca Mondiale, ONU e ministero dello sviluppo svedese.
In qualità di regnante presiede il consiglio di stato olandese (Raad van State). Tra i suoi doveri reali presiede commissioni nell'esercito, marina e aeronautica ed è stato patrocinatore del Comitato olimpico olandese fino al 1998, quando è stato nominato membro del Comitato Olimpico Internazionale (IOC). Per conto della corona, in qualità di principe ha espletato altri diversi compiti di rappresentanza.
Ha ricoperto il ruolo di co-pilota e "pilota-ospite" per Martinair e KLM per più di due decenni, lavorando due volte al mese.

### Fidanzamento e matrimonio
Guglielmo Alessandro conobbe Máxima Zorreguieta (nata nel 1971) nell'aprile 1999 a Siviglia, durante la Feria de Abril. In una intervista, hanno dichiarato che lui si presentò semplicemente come "Alexander"; quindi lei non sapeva che lui fosse un principe.
La coppia annunciò il proprio fidanzamento il 30 marzo 2001; la principessa Máxima si rivolse alla nazione in perfetto olandese durante la trasmissione in diretta televisiva. A Máxima fu concessa la cittadinanza olandese per decreto reale il 17 maggio 2001.
Il principe Guglielmo Alessandro e la principessa Máxima si sono sposati il 2 febbraio 2002 con cerimonia civile al Beurs van Berlage, alla quale è seguita una cerimonia religiosa nella Nieuwe Kerk ("Chiesa Nuova") ad Amsterdam.
Come tutti i membri della famiglia reale olandese, appartiene alla Chiesa protestante riformata d'Olanda, ma, a differenza del molto discusso matrimonio, nel 1964, di sua zia Irene con un cattolico, la religione non è stata un problema nel matrimonio del re. Secondo l'Act of Settlement inglese, sposando una cattolica, re Guglielmo Alessandro ha perso i suoi (seppur molto remoti) diritti di successione al trono britannico (anche se con il successivo Succession to the Crown Act 2013 ha riottenuto i suoi diritti).
Il problema con il padre di Máxima, Jorge Horacio Zorreguieta Stefanini, è stato più complesso: era stato un membro civile del regime di Jorge Rafael Videla, la dittatura militare che resse l'Argentina dal 1976 al 1983. Per risolvere la controversia, Zorreguieta ha scelto di non presenziare al matrimonio reale.
Fino alla sua ascesa al trono Guglielmo Alessandro viveva con la famiglia nella residenza "De Horsten" a Wassenaar.

### Re dei Paesi Bassi

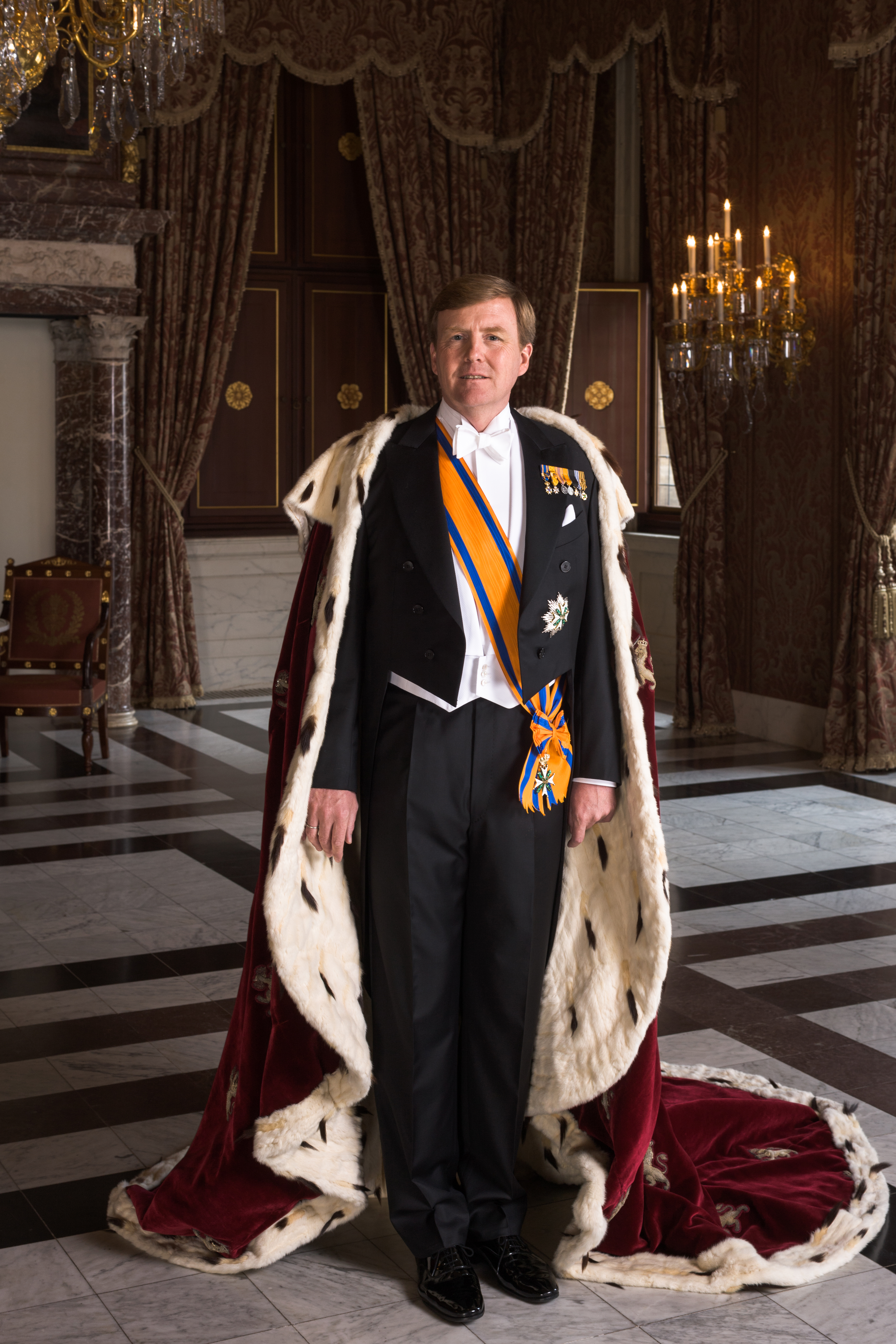
Guglielmo Alessandro dei Paesi Bassi il giorno della sua ascesa al trono olandese, il 30 aprile 2013

Il 30 aprile 2013 è salito al trono olandese succedendo alla madre, la regina Beatrice, che aveva annunciato la propria abdicazione in diretta televisiva il 28 gennaio precedente.

## Discendenza
Guglielmo Alessandro dei Paesi Bassi e Máxima Zorreguieta hanno tre figlie:
- Caterina Amalia, Principessa d'Orange (L'Aia, 7 dicembre 2003), prima nella linea di successione al trono olandese;
- Alexia, Principessa dei Paesi Bassi (L'Aia, 26 giugno 2005), seconda nella linea di successione al trono olandese;
- Ariane, Principessa dei Paesi Bassi (L'Aia, 10 aprile 2007), terza nella linea di successione al trono olandese.

## Primi ministri durante il regno

### Paesi Bassi
- Mark Rutte (2010-2024).
- Dick Schoof (2024-in carica)

### Aruba
- Mike Eman (2009-2017);
- Evelyn Wever-Croes (2017-in carica)

### Curaçao
- Ivar Asjes (2013-2015);
- Ben Whiteman (2015-2016);
- Hensley Koeiman (2016-2017);
- Gilmar Pisas (2017);
- Eugene Rhuggenaath (2017-2021);
- Gilmar Pisas (2021-in carica).

### Sint Maarten
- Sarah Wescot-Williams (III: 2013-2014);
- Marcel Gumbs (2014-2015);
- William Marlin (I: 2015-2016; II: 2016-2017);
- Rafael Boasman (2017-2018);
- Leona Marlin-Romeo (I: 2018; II: 2018-2019);
- Wycliffe Smith (2019);
- Silveria Jacobs (I: 2019-2020; II: 2020-in carica).

## Titoli, trattamento e stemma

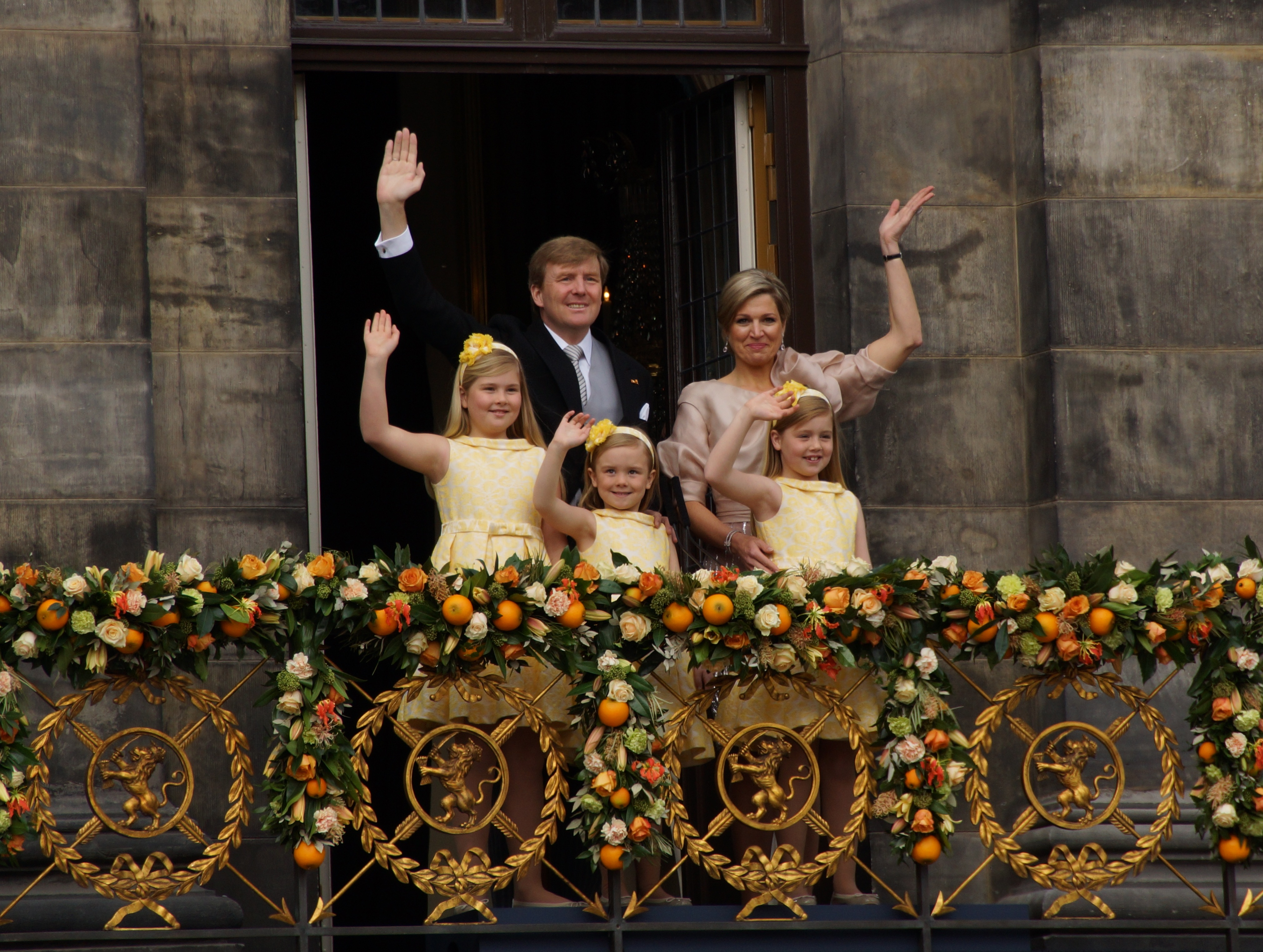
Re Guglielmo Alessandro il 30 aprile 2013, con la moglie Máxima e le figlie, le principesse Catharina-Amalia, Alexia e Ariane

### Titoli e trattamento
- 27 aprile 1967 – 30 aprile 1980: Sua Altezza Reale il Principe Guglielmo Alessandro dei Paesi Bassi, Principe di Orange-Nassau, Jonkheer di Amsberg
- 30 aprile 1980 – 30 aprile 2013: Sua Altezza Reale il Principe d'Orange
- 30 aprile 2013 – attuale: Sua Maestà il Re dei Paesi Bassi

I titoli del re Guglielmo Alessandro sono: "Guglielmo Alessandro, Re dei Paesi Bassi, Principe di Orange-Nassau, ecc. ecc. ecc.". Il triplo 'ecc.' si riferisce ai titoli seguenti che prima appartenevano ai principi di Orange. Questi titoli sono: 
- Marchese di Veere e Flessinga
- Conte di Katzenelnbogen, Vianded, Diez, Spiegelberg, Buren, Leerdam e Culemborg
- Visconte di Anversa
- Barone di Breda, Diez, Beilstein, la città di Grave e le terre di Cuijk, IJsselstein, Cranendonk, Eindhoven, Liesveld, Herstal, Warneton, Arlay e Nozeroy
- Signore ereditario di Ameland
- Signore di Besançon, Borculo, Breedevoort, Bütgenbach, Clundert, Daasburg, Geertruidenberg, Hooge, Het Loo, Lichtenvoorde, Montfoort, Naaldwijk, Niervaart, Polanen, Steenbergen, Sint-Maartensdijk, Sankt Vith, Soest, Ter Eem, Turnhout, Willemstad e Zevenbergen.

### Stemma e stendardi

Stemma reale dei Paesi Bassi.
Stendardo reale dei Paesi bassi, adottato nel 2013.
Monogramma personale di Guglielmo Alessandro.
Monogramma combinato di Guglielmo Alessandro e Máxima.
Stemma di Guglielmo Alessandro come Cavaliere dell'Ordine della Giarrettiera
Stemma dei figli di Beatrice dei Paesi Bassi (usato da Guglielmo Alessandro dal 1967 al 2013).
Stemma dei figli di Beatrice dei Paesi Bassi (usato da Guglielmo Alessandro dal 1967 al 2013).

## Albero genealogico
|                                      |                               |                                     | Genitori                                        |  |  | Nonni |  |  | Bisnonni            |  |  | Trisnonni           |  |
|                                      |                               |                                     |                                                 |  |  |       |  |  | Wilhelm von Amsberg |  |  | Gabriel von Amsberg |  |
|                                      |                               |                                     |                                                 |  |  |       |  |  | Wilhelm von Amsberg |  |  | Gabriel von Amsberg |  |
|                                      |                               | Marie von Passow                    |                                                 |  |  |       |  |  | Wilhelm von Amsberg |  |  |                     |  |
| Claus Felix von Amsberg              |                               |                                     |                                                 |  |  |       |  |  | Wilhelm von Amsberg |  |  |                     |  |
|                                      |                               | Elise von Vieregge                  | Leopold von Vieregge                            |  |  |       |  |  |                     |  |  |                     |  |
|                                      |                               | Elise von Vieregge                  | Leopold von Vieregge                            |  |  |       |  |  |                     |  |  |                     |  |
|                                      |                               | Elise von Vieregge                  | Agnes von Gutschmid                             |  |  |       |  |  |                     |  |  |                     |  |
| Claus van Amsberg                    |                               | Elise von Vieregge                  |                                                 |  |  |       |  |  |                     |  |  |                     |  |
|                                      |                               | George von dem Bussche-Haddenhausen | Julius von dem Bussche-Haddenhausen             |  |  |       |  |  |                     |  |  |                     |  |
|                                      |                               | George von dem Bussche-Haddenhausen | Julius von dem Bussche-Haddenhausen             |  |  |       |  |  |                     |  |  |                     |  |
|                                      |                               | George von dem Bussche-Haddenhausen | Juliana Augusta Henriette Mathilde von Salviati |  |  |       |  |  |                     |  |  |                     |  |
| Gösta von dem Bussche-Haddenhausen   |                               | George von dem Bussche-Haddenhausen |                                                 |  |  |       |  |  |                     |  |  |                     |  |
|                                      |                               | Gabriele von dem Bussche-Ippenburg  | Friedrich von dem Bussche-Ippenburg             |  |  |       |  |  |                     |  |  |                     |  |
|                                      |                               | Gabriele von dem Bussche-Ippenburg  | Friedrich von dem Bussche-Ippenburg             |  |  |       |  |  |                     |  |  |                     |  |
|                                      |                               | Gabriele von dem Bussche-Ippenburg  | Barbara Warinka von Chelius                     |  |  |       |  |  |                     |  |  |                     |  |
| Guglielmo Alessandro dei Paesi Bassi |                               | Gabriele von dem Bussche-Ippenburg  |                                                 |  |  |       |  |  |                     |  |  |                     |  |
|                                      | Bernardo di Lippe-Biesterfeld | Ernesto II di Lippe-Biesterfeld     |                                                 |  |  |       |  |  |                     |  |  |                     |  |
|                                      | Bernardo di Lippe-Biesterfeld | Ernesto II di Lippe-Biesterfeld     |                                                 |  |  |       |  |  |                     |  |  |                     |  |
|                                      | Bernardo di Lippe-Biesterfeld | Carolina di Wartensleben            |                                                 |  |  |       |  |  |                     |  |  |                     |  |
| Bernhard van Lippe-Biesterfeld       | Bernardo di Lippe-Biesterfeld |                                     |                                                 |  |  |       |  |  |                     |  |  |                     |  |
|                                      |                               | Armgard di Sierstorpff-Cramm        | Aschwin di Sierstorpff-Cramm                    |  |  |       |  |  |                     |  |  |                     |  |
|                                      |                               | Armgard di Sierstorpff-Cramm        | Aschwin di Sierstorpff-Cramm                    |  |  |       |  |  |                     |  |  |                     |  |
|                                      |                               | Armgard di Sierstorpff-Cramm        | Edvige di Sierstorpff-Driburg                   |  |  |       |  |  |                     |  |  |                     |  |
| Beatrice dei Paesi Bassi             |                               | Armgard di Sierstorpff-Cramm        |                                                 |  |  |       |  |  |                     |  |  |                     |  |
|                                      |                               | Enrico di Meclemburgo-Schwerin      | Federico Francesco II di Meclemburgo-Schwerin   |  |  |       |  |  |                     |  |  |                     |  |
|                                      |                               | Enrico di Meclemburgo-Schwerin      | Federico Francesco II di Meclemburgo-Schwerin   |  |  |       |  |  |                     |  |  |                     |  |
|                                      |                               | Enrico di Meclemburgo-Schwerin      | Maria di Schwarzburg-Rudolstadt                 |  |  |       |  |  |                     |  |  |                     |  |
| Giuliana dei Paesi Bassi             |                               | Enrico di Meclemburgo-Schwerin      |                                                 |  |  |       |  |  |                     |  |  |                     |  |
|                                      |                               | Guglielmina dei Paesi Bassi         | Guglielmo III dei Paesi Bassi                   |  |  |       |  |  |                     |  |  |                     |  |
|                                      |                               | Guglielmina dei Paesi Bassi         | Guglielmo III dei Paesi Bassi                   |  |  |       |  |  |                     |  |  |                     |  |
|                                      |                               | Guglielmina dei Paesi Bassi         | Emma di Waldeck e Pyrmont                       |  |  |       |  |  |                     |  |  |                     |  |
|                                      |                               | Guglielmina dei Paesi Bassi         |                                                 |  |  |       |  |  |                     |  |  |                     |  |

### Linea di successione al trono britannico
In qualità di discendente di Giorgio I di Gran Bretagna, in accordo con l'Act of Settlement (Atto di disposizione) del 1701, legge del parlamento inglese che regola la successione al trono della Corona inglese, Guglielmo Alessandro è anche il 1161° in linea di successione al trono britannico. Ciò è completamente slegato dal fatto che un Orange-Nassau (Guglielmo III d'Inghilterra) si poté fregiare del titolo di re d'Inghilterra, in quanto quest'ultimo non ebbe discendenza.

### Onorificenze olandesi

La regina Beatrice dei Paesi Bassi, il principe Claus van Amsberg e il principe Guglielmo Alessandro all'età di un anno nella residenza di famiglia a Monte Argentario nel 1968

### Onorificenze straniere

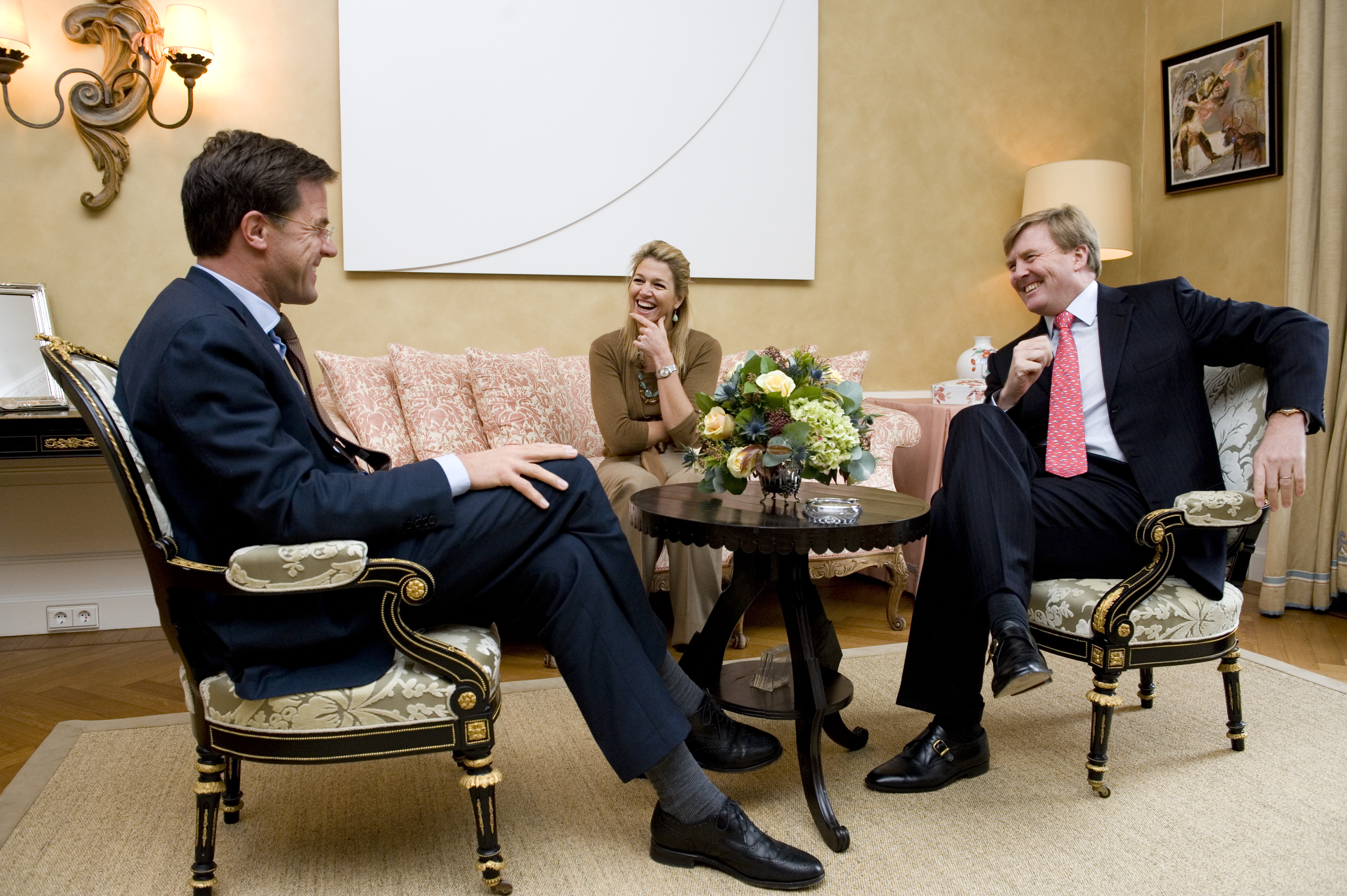
Guglielmo Alessandro con Máxima e Mark Rutte a Villa Eikenhorst nel 2010

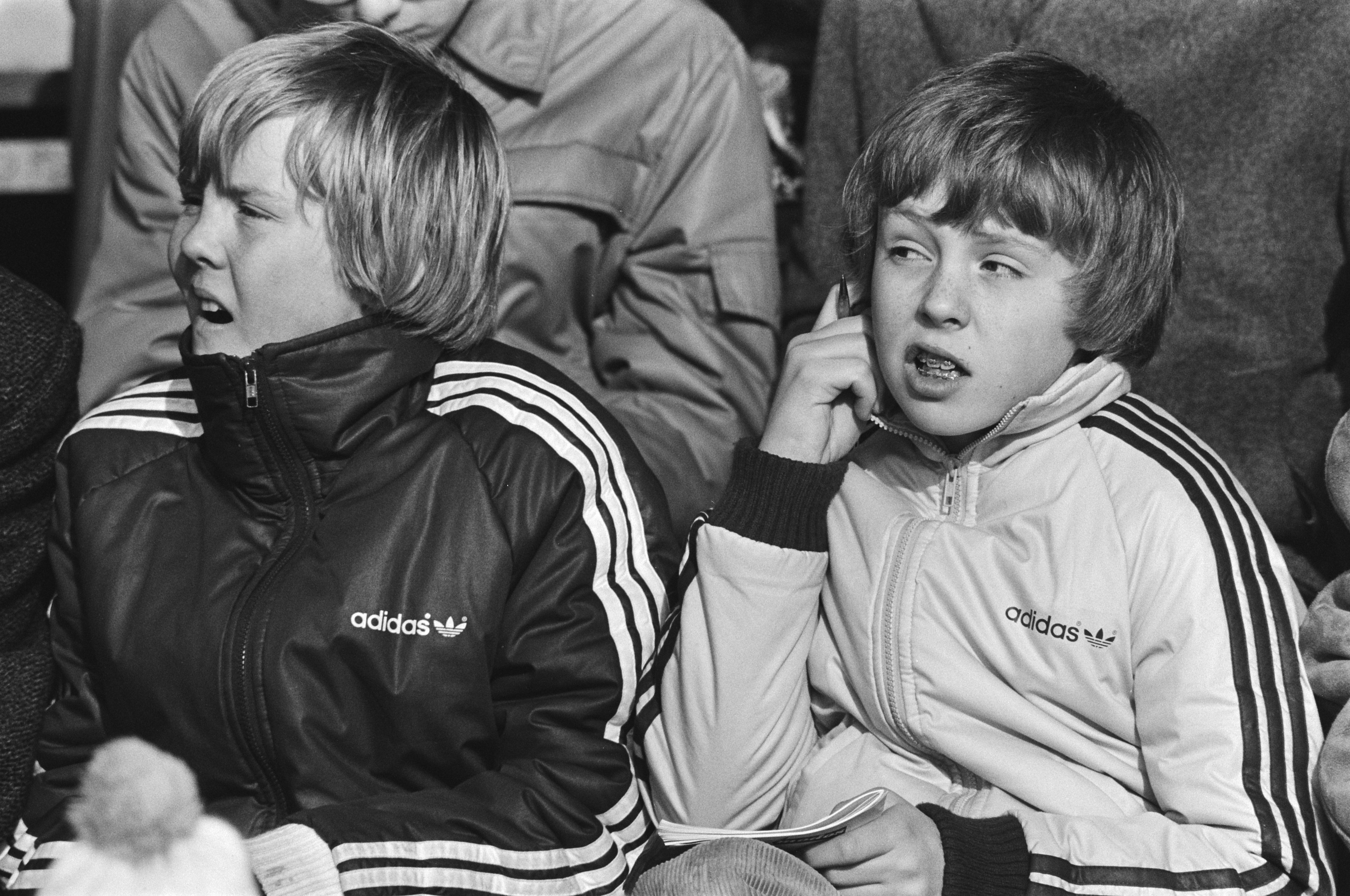
Il principe Guglielmo Alessandro (a sinistra), all'età di 14 anni, con il fratello Friso nel 1982